# Nhà máy điện hạt nhân Ikata
Nhà máy điện hạt nhân Ikata (伊方発電所 Ikata hatsudensho, Ikata NPP) là nhà máy điện hạt nhân đặt tại thị trấn Ikata thuộc Quận Nishiuwa ở tỉnh Ehime, Nhật Bản. Đây là nhà máy điện hạt nhân duy nhất ở đảo Shikoku. Nhà máy do Công ty điện Shikoku sở hữu và vận hành.

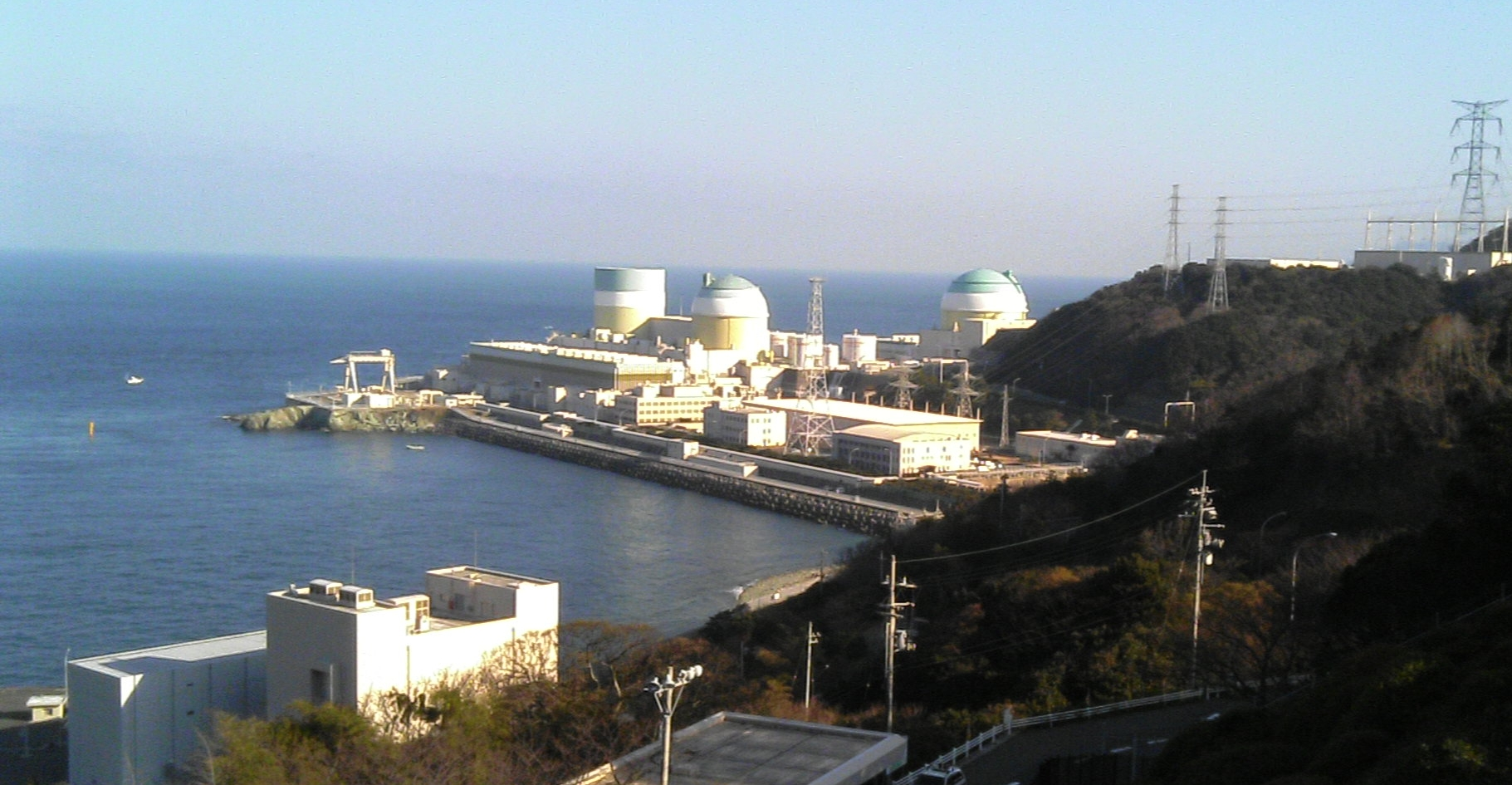
Ảnh khác

Nhà máy nằm trên khu đất rộng 860.000 m² (212 mẫu Anh); 47% khu vực này đã được "xanh hoá".